# 让布维尔
让布维尔（法語：Jambville，法語發音：[ʒɑ̃bvil]）是法国伊夫林省的一个市镇，属于芒特拉若利区。

## 地理
让布维尔（49°2'46"N, 1°51'11"E）面积4.81 平方千米，位于法国法蘭西島大區伊夫林省，该省份为法国北部内陆省份，北起瓦兹河谷省，西接厄尔省，西南接厄尔-卢瓦省，东南接埃松省，东临上塞纳省。
与让布维尔接壤的市镇（或旧市镇、城区）包括：韦克桑地区兰维尔、蒙塔莱勒布瓦、蒙西扬河畔万维尔、弗雷曼维尔、瑟兰库尔。

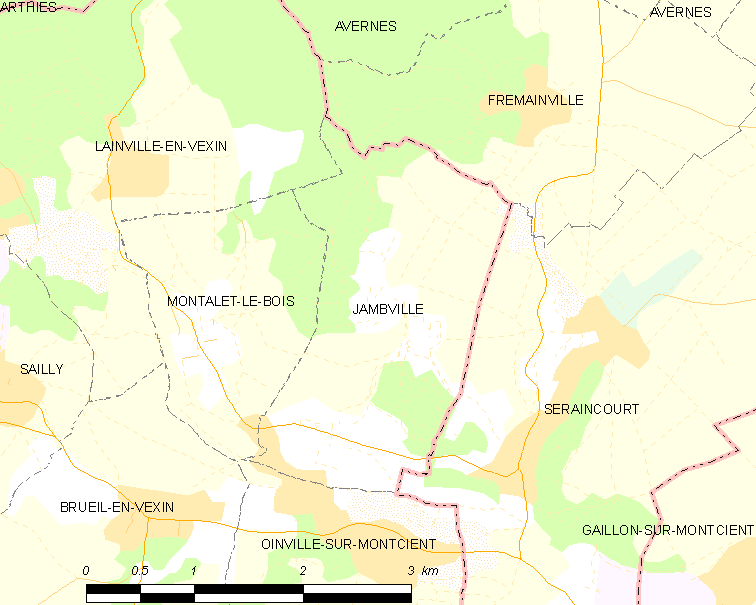
让布维尔的OSM定位图

让布维尔的时区为UTC+01:00、UTC+02:00（夏令时）。

## 行政
让布维尔的邮政编码为78440，INSEE市镇编码为78317。

## 政治
让布维尔所属的省级选区为利迈县。

## 人口

1962-2008年间让布维尔人口变化图示

让布维尔于2022年1月1日时的人口数量为777人。